# Lorado Taft
Lorado Taft (Elmwood, Illinois, 29 de abril de 1860 - Chicago, 30 de octubre de 1936) fue un escultor, escritor y profesor estadounidense.

## Primeros años y formación

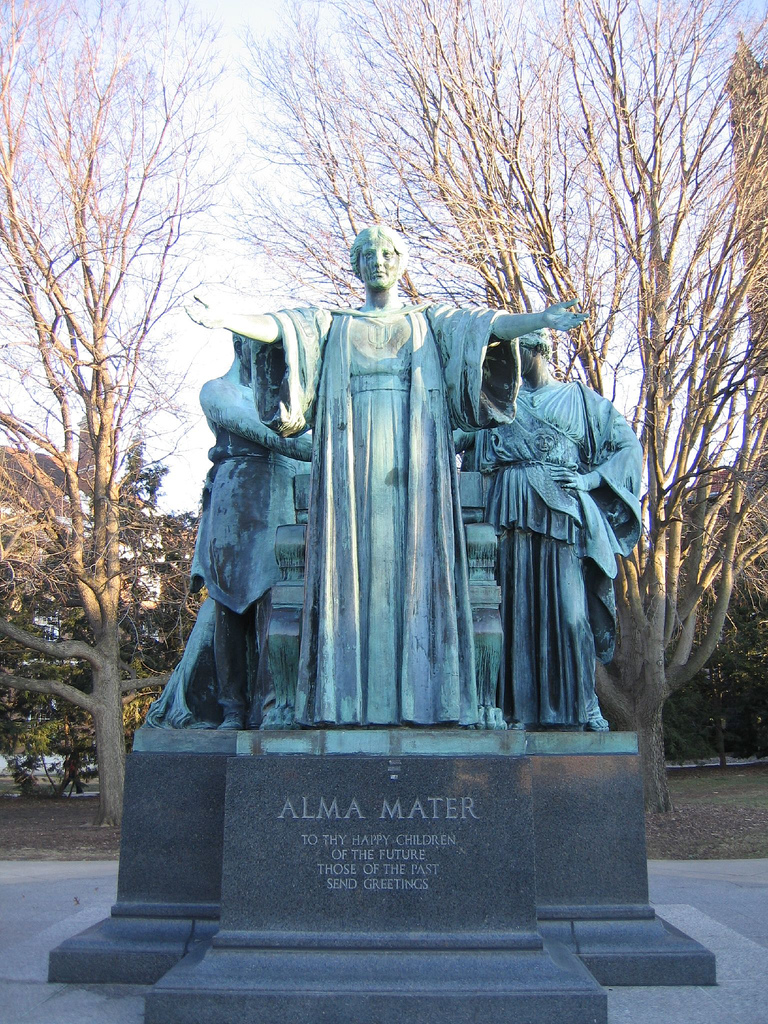
Alma Mater en el campus de Urbana

Tras ser educado en su hogar por sus padres, Taft obtuvo su licenciatura (1879) y maestría (1880) de la Universidad de Illinois donde su padre era profesor de geología. El mismo año se desplazó a París para estudiar escultura, aunque mantuvo los vínculos con la universidad en Urbana donde su escultura Alma Mater se ha convertido en un símbolo importante.
En París, Taft asistió a la Ecole des Beaux-Arts donde fue alumno de Augustin Dumont, Jean-Marie Bonnassieux y Jules Thomas. Una vez regresó a los Estados Unidos en 1886 se asentó en Chicago. Fue profesor en el Instituto de Arte de Chicago, puesto que mantuvo hasta el año 1929.
En 1892, mientras la comunidad artística de Chicago estaba en un torbellino preparando la Exposición Mundial Colombina de Chicago de 1893, el arquitecto jefe Daniel Burnham manifestó a Taft su preocupación acerca de la demora en la finalización de los ornamentos escultóricos de los edificios que posiblemente no llegarían a tiempo. Taft le preguntó si podía emplear a algunas de sus alumnas como ayudantes (no estaba socialmente aceptado que las mujeres trabajasen como escultoras en aquel tiempo) para el Edificio de Horticultura; Burnham le respondió con la réplica clásica, "contrata a cualquiera, a conejos blancos si van a hacer el trabajo." A partir de esa anécdota floreció un grupo de mujeres escultoras de talento que mantuvieron el nombre, "Conejos Blancos". Entre ellas Enid Yandell, Carol Brooks MacNeil, Bessie Potter Vonnoh, Janet Scudder y Julia Bracken. Más tarde, otra de sus alumnas con éxito que emigró a Canadá, Frances Loring, señaló que era habitual que Taft emplease el talento de sus alumnas para su propia producción, un comentario habitual de sus alumnas recordando a sus maestros. En general, la historia ha dado a Taft el crédito de haber ayudado a alcanzar a las mujeres el estatus de escultoras.
La de Taft no fue una vida totalmente centrada en el espacio urbano. En 1898, fue el fundador de la Colonia de arte Nido del Águila..

## Últimos años

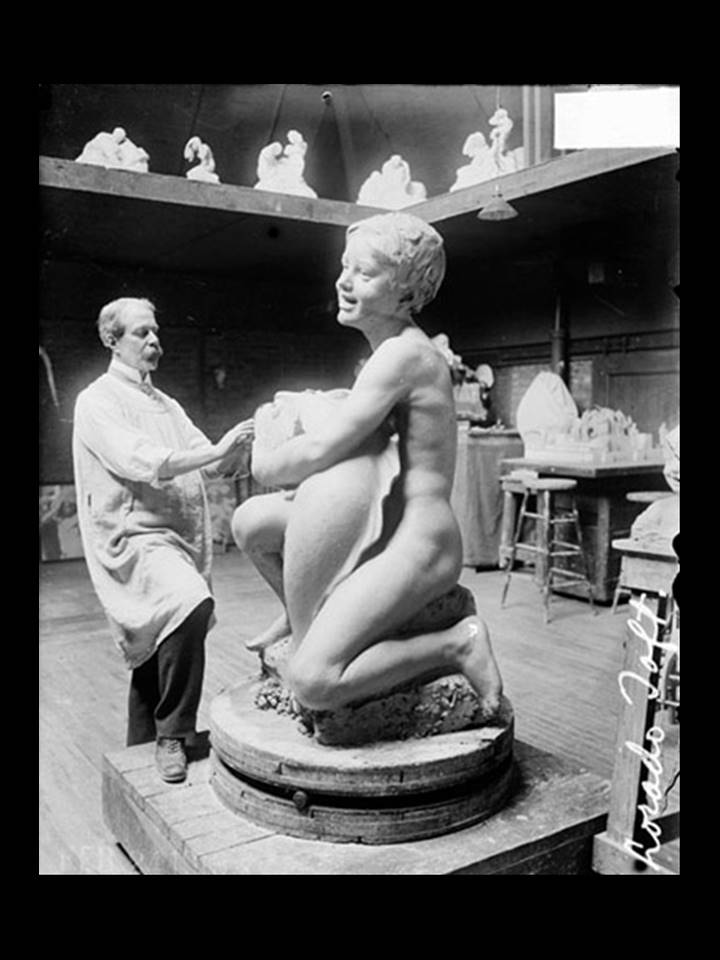
Taft trabajando en la obra Fuente del Tiempo en 1913 en los Lorado Taft Midway Studios

En 1903 Taft publicó The History of American Sculpture, el primer tratado sobre el tema. En algunos círculos, Taft es quizás más conocido por sus escritos publicados que por sus esculturas. La versión revisada de 1925 de este texto se mantuvo como referencia habitual sobre el tema hasta la publicación del "Sculpture in America" de Wayne Craven en 1968.
Taft con sus habilidades de narrador elocuente y escritor convincente, junto con Frederick Ruckstull, se colocó en la vanguardia de las filas conservadoras de la escultura, donde en ocasiones fue portavoz contra las tendencias modernas y abstractas que se desarrollaron en la escultura a lo largo de su vida. Taft fue asiduo de las conferencias itinerantes del movimiento educativo Chautauqua  que le dieron amplia popularidad y un reconocimiento como celebridad en ese periodo.
En 1921, Taft publicó Modern Tendencies in Sculpture, una compilación de sus conferencias impartidas en el Instituto de Arte de Chicago. El libro sigue siendo recordado como un excelente estudio de la escultura estadounidense de principios del siglo XX; y ofrece un punto de vista distinto de la escultura europea de aquel momento.
Entre otros honores, los logros de Taft fueron reconocidos con su elección para el Instituto Nacional de las Artes y las Letras (actualmente conocido como la Academia Estadounidense de las Artes y las Letras ). Estuvo activo hasta el final de su vida. La semana antes de su muerte, asistió en Quincy, Illinois a la ceremonia de inauguración de su escultura que conmemora la celebración de los debates Lincoln-Douglas.

## Obras

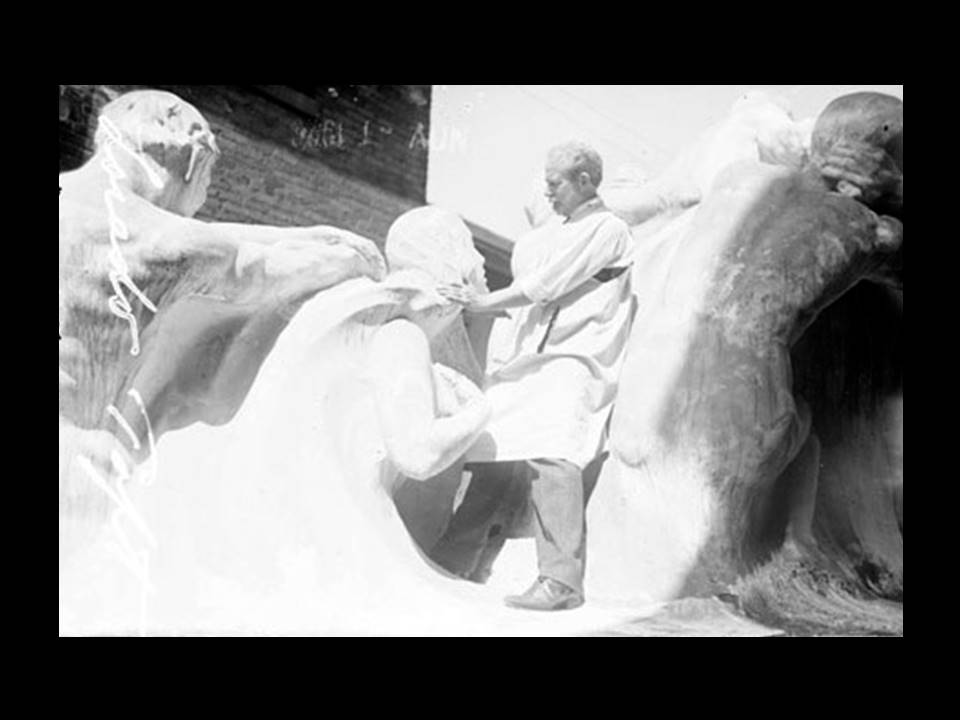
Lorado Taft trabajando en 1920, en la instalación de Fuente del Tiempo

Lorado Taft fue miembro de la National Sculpture Society (Sociedad Nacional de Escultura) y participó en las exposiciones de 1923 y 1929. Con posteridad Taft es mejor recordado por sus diversas fuentes. 

### Fuente del Tiempo
Después de más de doce años de trabajo la Fuente del Tiempo de Taft se dio a conocer en el extremo oeste del parque Midway Plaisance de Chicago en 1922. Basada en las líneas del poeta Austin Dobson: 

"El tiempo pasa, ¿tú dices? Ah no, ¡Ay!, el tiempo permanece, nosotros vamos."
"Time goes, you say? Ah no, Alas, time stays, we go."

La fuente muestra la figura embozada del tiempo observando la corriente de la humanidad que fluye desde el pasado. 

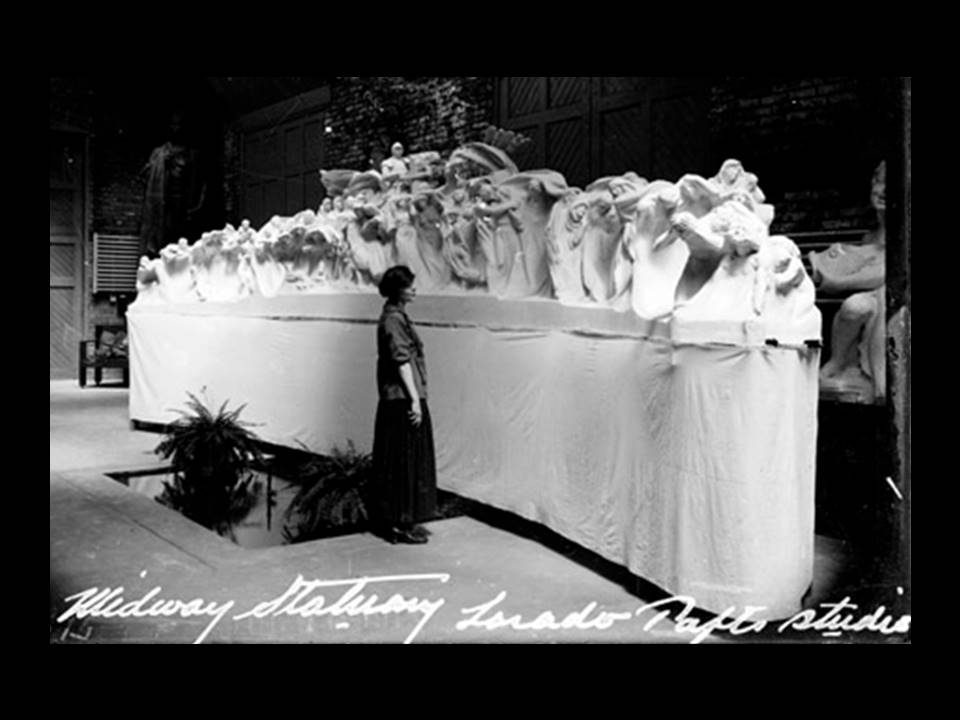
Modelo para la fuente en el Estudio Midway de Lorado Taft (1915)
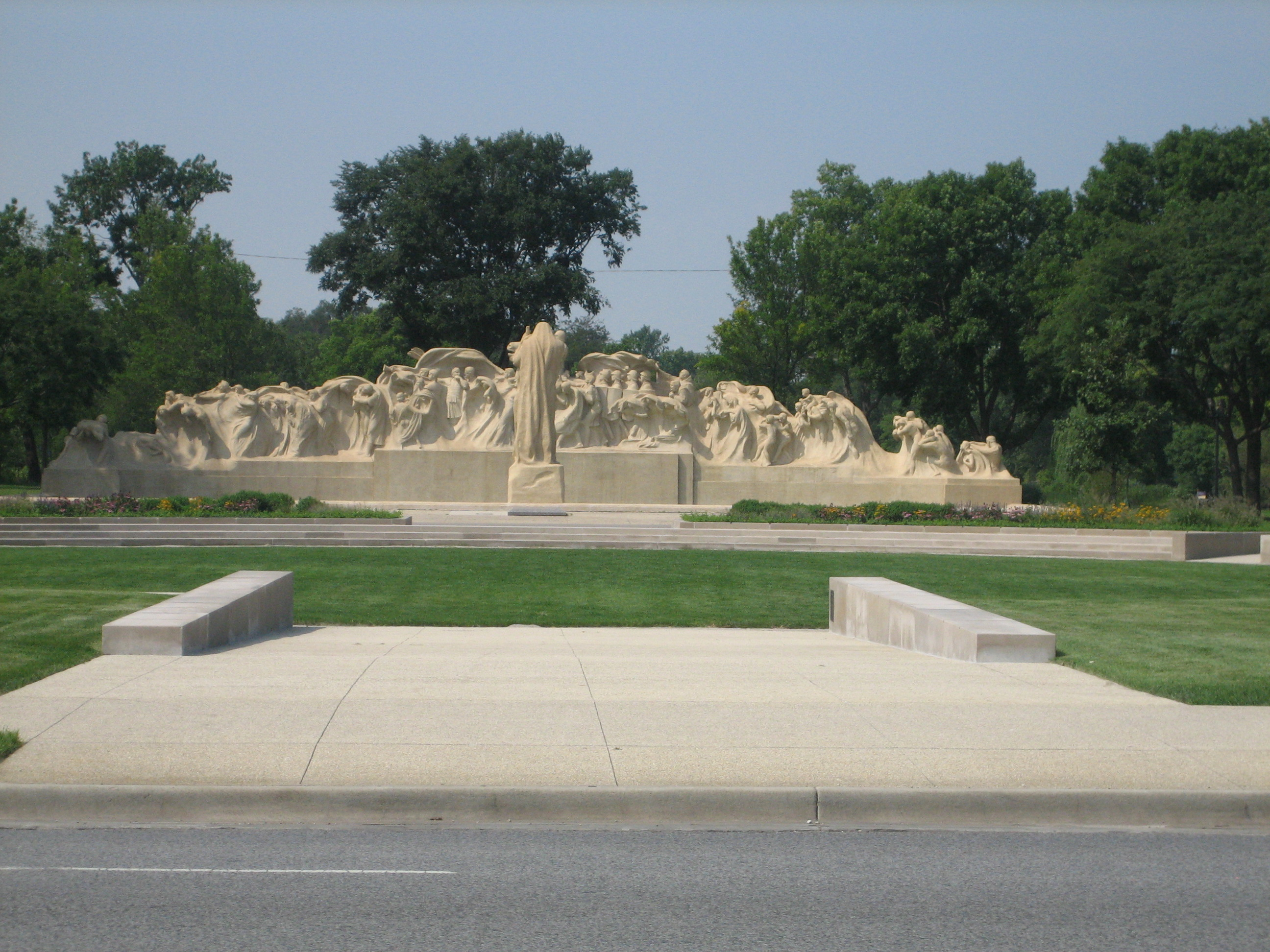
Fuente del Tiempo
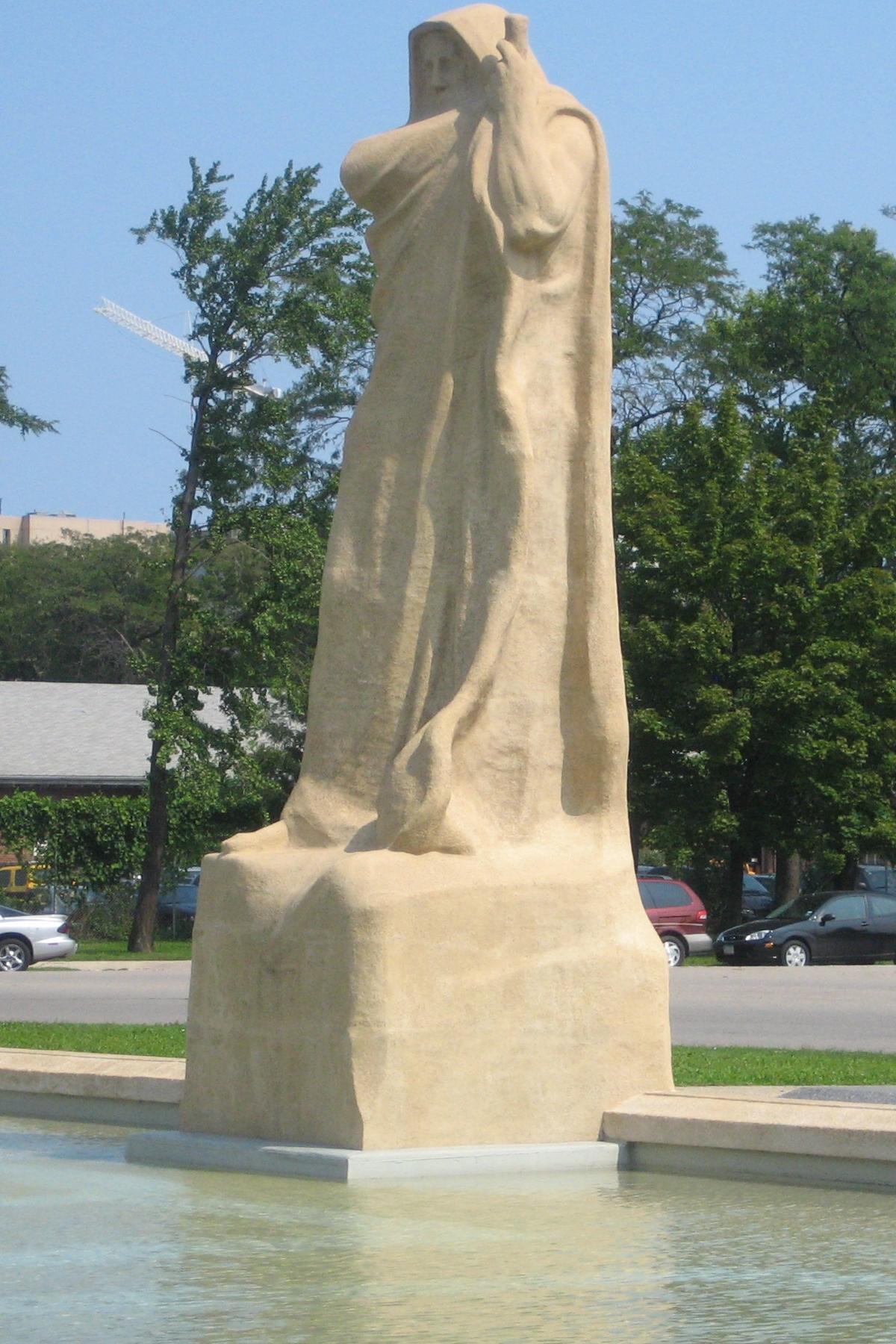
El padre Tiempo
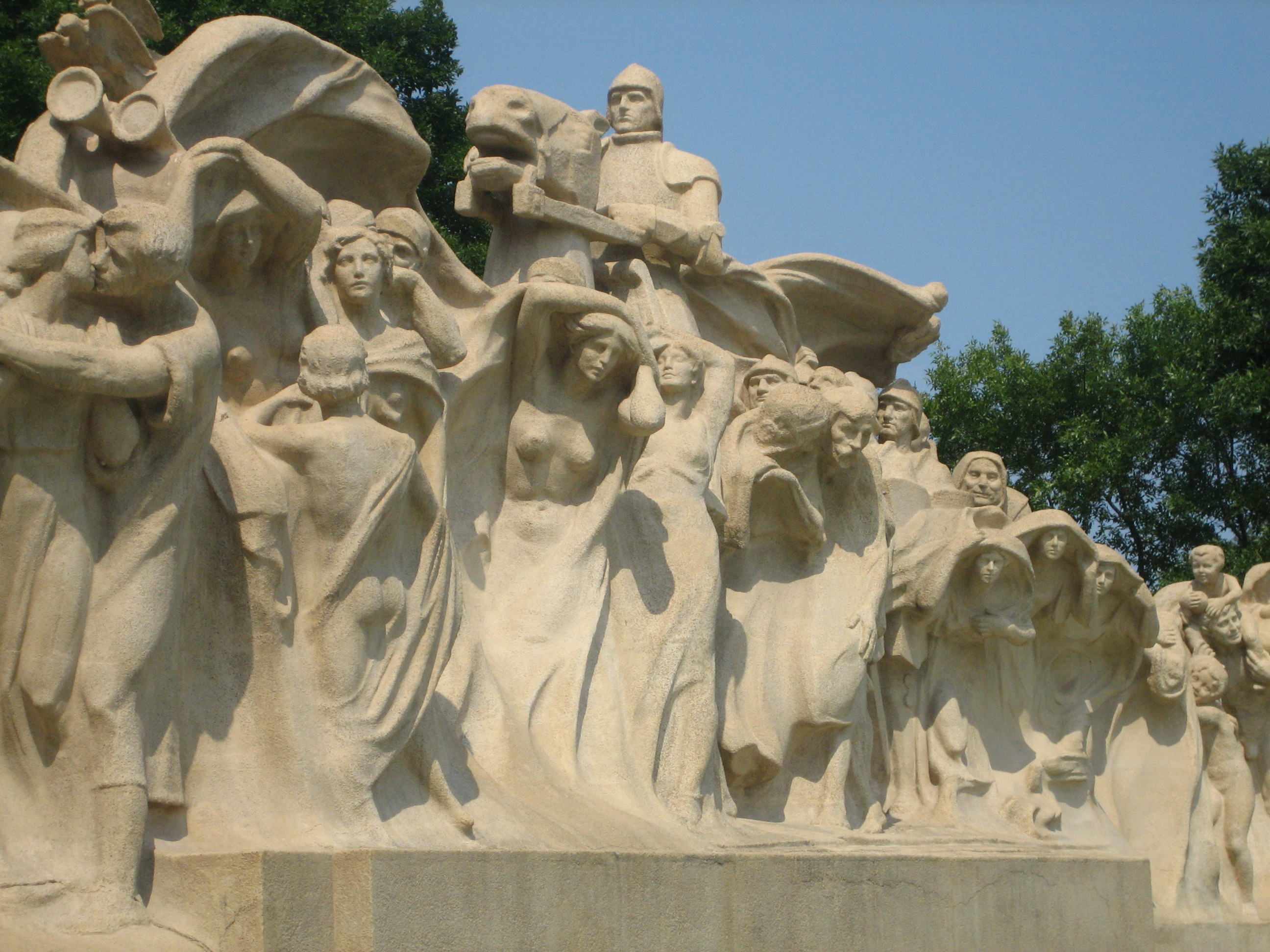
La corriente de la Humanidad

(pulsar sobre la imagen para ampliar)

### "Pioneros" y "Patriotas" del Capitolio del Estado de Luisiana
La última comisión de envergadura que Taft completó en vida fueron los dos grupos para la fachada central del edificio del Capitolio de Luisiana, inaugurado en 1932.

### Selección de encargos
The Soldiers' Monument, Oregón, Illinois. Monumento a los Soldados ', Oregón, Illinois.
- Fuente LaFayette - LaFayette Fountain, Lafayette, Indiana, 1887
- Monumento al General Ulysses S. Grant en el Fuerte Leavenworth - Leavenworth, Kansas 1889
- Monumento Estatua a Halcón Negro - Black Hawk Statue Monument, Oregón, Illinois
- Monumento a los Soldados - The Soldiers' Monument, Oregón, Illinois
- Fuente del Tiempo - Fountain of Time, Chicago, Illinois
- Monumento de la Plaza Heald - Heald Square Monument, Chicago, Illinois
- Fuente de los Grandes Lagos - Fountain of the Great Lakes, Instituto de Arte de Chicago, Chicago, Illinois
- La soledad del alma - The Solitude of the Soul, Instituto de Arte de Chicago, Chicago, Illinois
- Monumento a los Estudiantes Veteranos - Student Veteran Memorial, Hillsdale College.[nota 5], Hillsdale, Míchigan 1895
- Grupo de los Pioneros y Grupo de los Patriotas, en el Capitolio de Luisiana, Baton Rouge, Luisiana
- Fuente a Cristóbal Colón -Fuente Columbus, Washington D. C.
- Memorial Graves - Graves Memorial, Cementerio Graceland[nota 6], Chicago, Illinois 1909
- Monumento Lawson - Lawson Monument, el cruzado (the Crusader), Cementerio Graceland, Chicago, Illinois 1931
- Fuente Memorial Thatcher - Thatcher Memorial Fountain, Denver, Colorado
- Defensa de la Bandera - Defense of the Flag, Jackson, Míchigan
- Memorial William A. Foote- William A. Foote Memorial, Jackson, Míchigan
- Lincoln al abogado - Lincoln the Lawyer, Urbana, Illinois
- Alma Mater - Alma Mater (sculpture), en la Universidad de Illinois
- Estatua del jefe Paduke - Chief Paduke Statue, Jefferson Street, Paducah, Kentucky
- Placa a Frances Elizabeth Willard -Frances Elizabeth Willard (relief) Indiana Statehouse, Indianápolis, Indiana, 1929[2]

### Estudios Midway
Existe una biografía y otro material acerca de Lorado Taft disponible en esta referencia que describe el Hito Histórico Nacional de 1965 - llamado en inglés Lorado Taft Midway Studios.